# Periga bispinosa
Periga bispinosa är en fjärilsart som beskrevs av Lemaire 1971. Periga bispinosa ingår i släktet Periga och familjen påfågelsspinnare. Inga underarter finns listade i Catalogue of Life.